# Trichoferus griseus
Trichoferus griseus är en skalbaggsart som först beskrevs av Fabricius 1793.  Trichoferus griseus ingår i släktet Trichoferus och familjen långhorningar.
Artens utbredningsområde är:
- Corsica.
- Frankrike.
- Iran.
- Israel.
- Portugal.
- Ukraina.

Inga underarter finns listade i Catalogue of Life.